# Aranduroga Rugby Club
El Aranduroga Rugby Club es un club deportivo ubicado en la provincia de Corrientes, Argentina. Su predio está ubicado sobre la Ruta Provincial 43, camino a la ciudad de Santa Ana.
Sus principales deportes son el rugby y el hockey, siendo parte de la Unión de Rugby del Nordeste y de la Asociación Correntina de Hockey.

## Historia

### Orígenes
Aranduroga nace un 1° de mayo de 1962 en la ciudad de Corrientes bajo el nombre “Jockey club”. Sus fundadores son Pedro Guillermo Ginocci y Julio Cesar de la Rosa, quienes en ese entonces ya habían disputado partidos de rugby en distintas provincias y tenían la ilusión de traer el deporte a la provincia de Corrientes. 

Uno de los primeros equipos de Aranduroga durante la década de 1960.

La primera reunión se realizó en la Pizzería “Casa Soria”, en donde Pedro y Julio decidieron encabezar ese proyecto de fundar el primer club de rugby en Corrientes. Al poco tiempo se formaría la primera comisión directiva al mando de Augusto “el toro” Costaguta, el primer presidente de la institución.
Los primeros entrenamientos tuvieron lugar en la Escuela Regional, el equipo utilizaba un uniforme con rayas horizontales de color marrón y amarillo. Tiempo después comenzaron a entrenar en el Jockey Club de Corrientes, el cual también le permitió disputar sus encuentros y funcionar como personería jurídica, pero con la condición de que el nombre del equipo fuese “Jockey Club”. 
En el año 1963 llega el primer campeonato oficial de rugby del nordeste junto con la fundación de la URNE. Aranduroga debía enfrentar a Regatas de Resistencia en el primer partido oficial de su historia; partido en el que consiguió la victoria por 6-0 en un muy apretado encuentro y con tan solo un tanto marcado. 
La temporada finalizó con Sixty Rugby Club como campeón, dejando a Jockey Club en segundo lugar; tiempo después los socios decidieron cambiar el nombre original y llamarlo como hoy día conocemos al club Aranduroga Rugby Club; además también hubo un cambio importante en los uniformes, debido a que la comisión decidió que las franjas fuesen blancas y negras, inspirándose en el Club Atlético San Isidro (CASI), adoptando también el apodo de “cebras”.
Aranduroga siguió creciendo con el paso de los años y su primer título lo logró en 1973. También se consagraría campeón en 1978

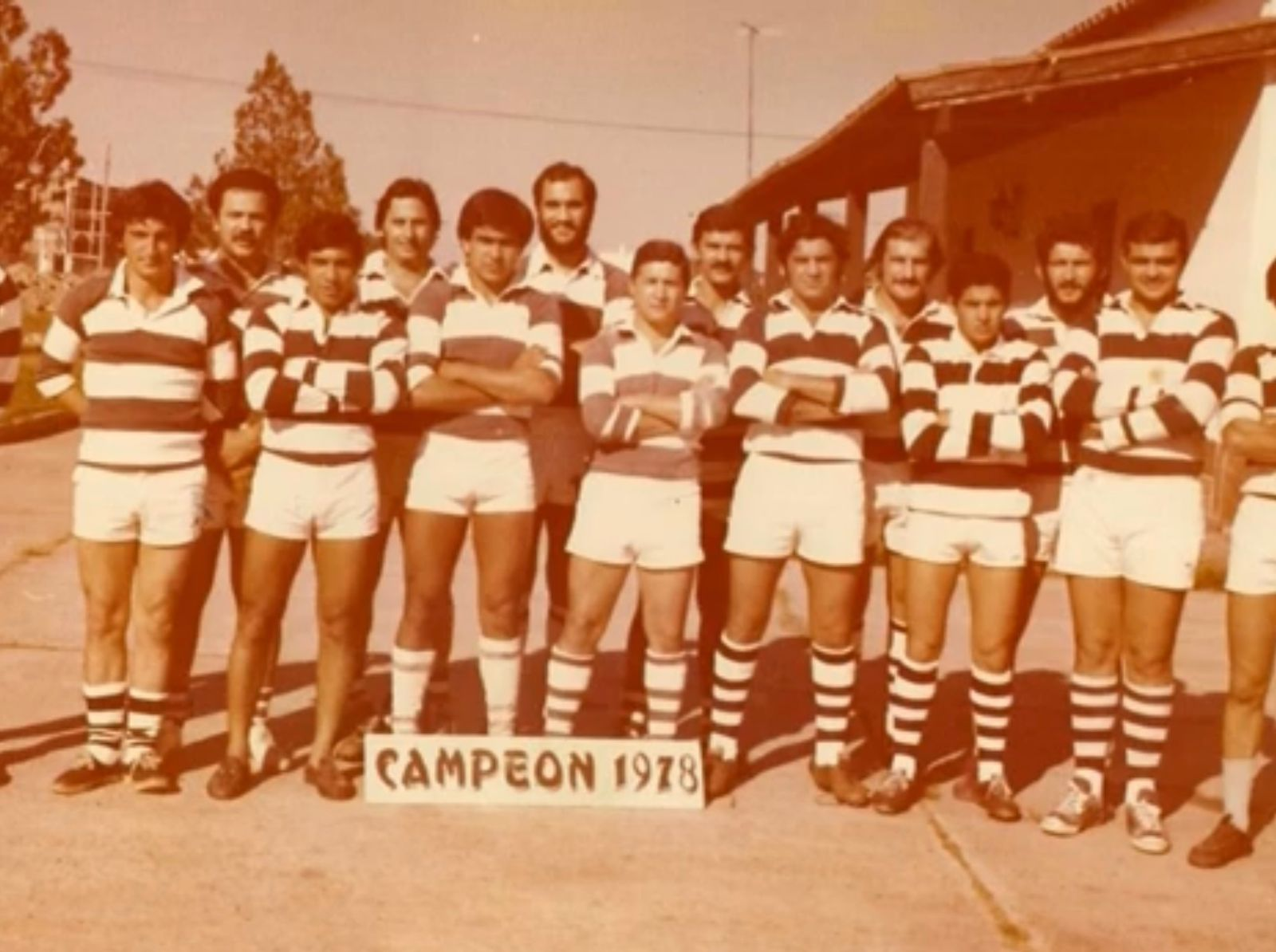
Parte del equipo de Aranduroga que se llevó el torneo de la URNE en 1978.

### Los años 80
La década del 80 fue muy importante para la institución, en el año 1982 se disputaría la primera y única final entre Aranduroga Rugby Club y Taraguy Rugby Club, el clásico más importante de la región. El partido comenzaría con un try a los pocos minutos por parte de las cebras; Marcelo Fiat fue la figura del encuentro y el encargado de poner a su equipo en ventaja; ventaja que mantendría durante todo el partido el cual finalizó 49-8 en favor de Aranduroga, que se consagraba campeón regional por tercera vez en su historia y festejaba ante los ojos de su clásico rival.
En el año 1983, los socios de Aranduroga decidieron dar el paso más grande en la historia de la institución: establecerse de manera definitiva en un lugar que les permita entrenar, jugar y desarrollar las actividades sociales. 
Es así como un grupo de 10 socios, encabezados por “Paco” García se pusieron en campaña para comprar un terreno ubicado en Santa Ana de los Guácaras. Este terminaría siendo el lugar elegido para ser el nuevo hogar de Aranduroga Rugby Club. 
Un domingo 6 de noviembre de 1983, las cebras escribirían una nueva página en su historia, estableciéndose como club deportivo y social adquiriendo su propio predio con sus respectivas instalaciones. Todo a costa del esfuerzo de sus socios y sin tener que recurrir a la ayuda estatal.

La década de 1980 fue la de la consolidación definitiva de Aranduroga.

Si bien el club terminó la década sin poder conquistar su cuarto título, se quedó a las puertas del mismo en varias ocasiones, obteniendo 10 podios, 7 de ellos colgándose la medalla de segundo puesto y tan solo una vez pudiendo gritar campeón. El club demostró ser muy competitivo durante estos 10 años, pero no podemos medir todo en campeonatos; ya que estamos hablando de la década en la cual Aranduroga se afianzó y tomó su lugar protagónico en el clásico más importante del nordeste. 
Puede no parecer real, pero las cebras lograron ganarle todos y cada uno de los encuentros disputados a Taraguy (33 en total), quienes se encontraban atravesando el peor momento de su historia quedando en último lugar durante 5 años consecutivos (1983 a 1987), teniendo que recurrir al decreto emitido por la URNE para no perder la categoría y la plaza en primera división.

### Los 90: la década de oro
Si bien la década de los 80´s finalizó con un sabor agridulce, al club le esperaban sus años más gloriosos. En 1991 Aranduroga volvía a consagrarse campeón de la región después de 9 años de sequía, el equipo se destacaba por su gran poderío ofensivo. Se repitió en 1992. 

#### Subcampeones nacionales
En el año 1993 las cebras logran su tercer título al hilo, lo que los clasifica al “Torneo Nacional de Clubes B”. 
Allí debían enfrentarse a prestigiosos clubes de todo el país; inclusive de la Unión Argentina de Rugby de Buenos Aires, lo que actualmente conocemos como URBA top 12. En los cuartos de final, el conjunto cebrino venció de manera abrumadora a Estudiantes de Paraná, el marcador finalizó 45-12 en favor de Aranduroga. En Semifinales se enfrentaron a Regatas de Bella vista, equipo que no presentó mayores dificultades para las cebras quienes se impusieron 37 a 22 sobre el conjunto bonaerense. Olivos Rugby Club fue el rival de Aranduroga en la final, era la primera y única vez en la historia que un club de la URNE disputaba un partido oficial contra un equipo campeón de lo que hoy conocemos como URBA top 12.
Lamentablemente para Aranduroga, el resultado no fue el esperado; cayendo 24-15 ante el conjunto de Vicente Lopez en un durísimo partido de rugby.
Si bien el club no terminó conquistando el Torneo Nacional de Clubes, su dominio continuaba en la región del nordeste, Aranduroga parecía no tener rival, vencía a todos los combinados de una manera aplastante y extendía cada vez más su palmarés, conquistando los títulos de 1994 y 1995. En ese equipo se encontraban figuras como: Juan Demarchi (capitán), Francisco García, José Rey, Hugo Marchissio, Maximiliano Marcó, entre otros. 

#### Cierre de la década
En el año 1996 las cebras se quedarían a las puertas del sexto campeonato consecutivo, Taraguy Rugby Club lograba alzarse con el trofeo luego de 18 años sin salir campeón y además pudieron cortar esa racha de 16 años sin ganarle a Aranduroga. Los próximos dos años Taraguy volvería a ganar el torneo oficial, dejando a Aranduroga en segunda posición y a la espera de recuperar la corona. 
En el año 1999 y con la llegada del nuevo formato: el “Torneo Regional del Nordeste”. Aranduroga volvía a gritar campeón luego de tres años quedando en segunda posición y finalizaba triunfante la década más importante y condecorada de su historia.

### Los años 2000
Durante los 2000 Aranduroga no detuvo su crecimiento y trascendencia para el rugby del Nordeste. El predio de Santa Ana siguió modernizándose para adaptarse a las necesidades actuales. Fueron años de muchas modificaciones en lo estructural pero con pocos logros en lo deportivo. El club tenía en sus filas a grandísimos jugadores que hoy son considerados referentes de la institución; durante la temporada lograban obtener muy buenos resultados, ganando la mayoría de los partidos y manteniéndose entre los primeros puestos durante todo el torneo, pero una vez llegadas las instancias finales, Taraguy terminaba siendo mas determinante que el conjunto cebra quedándose con los títulos de los años 2000, 2002, 2003, 2004 y 2005. Años en los que Aranduroga quedó en segunda posición viendo como su clásico rival festejaba de manera ininterrumpida. En el año 2006 ocurrió algo inédito, Aranduroga y Taraguy se enfrentaban en en la última fecha del cuadrangular final que definía a el campeón del regional; los cuervos llegaban primeros con 3 puntos mas que las cebras y querían festejar en Lazareto. El conjunto visitante debía ganarle al local por una diferencia de 6 puntos para salir campeón; durante el encuentro Aranduroga hacía notar su superioridad en el scrum y parecía tener el partido controlado con Leandro Gándara como figura, posteriormente llegó el descuento de Taraguy y en consecuencia pasó a liderar el marcador. Durante los últimos minutos de juego, las cebras lograron ponerse en ventaja por 3 puntos de diferencia, pero ya era demasiado tarde, el árbitro dio el silbatazo final que proclamaba a Taraguy como Hexa campeón regional. 

### El campeonato del 2011
En el 2011, tras 12 años sin títulos, las cebras volvieron a gritar campeones del rugby del Nordeste. Fue tras una emocionante final contra Regatas Resistencia que se definió 30 a 27. Aranduroga contaba con grandes nombres como los hermanos Eduardo, Ignacio y Sebastián Panseri. Luis y Leandro Gándara. Federico y Ezequiel Reyes. También tenía en sus filas a un joven Santiago Cadenas y a la figura de la gran final Diego Provasi. El campeonato de 2011 significó muchísimo para la institución debido a que llevaba mas de una década sin poder ganar el torneo regional del nordeste, de esa forma Aranduroga escribía una nueva página en los libros del rugby correntino y demostraba su capacidad para reinventarse y colocar un nuevo trofeo en su vitrina.
En 2022 y 2023 Aranduroga fue finalista del Torneo de la URNE. En esta oportunidad fue con sendas derrotas ante CURNE.

## Predio
Aranduroga tiene un moderno predio ubicado sobre la Ruta 43 en Corrientes, camino a Santa Ana. El mismo fue adquirido por los socios en 1983 y es epicentro de toda la actividad social de la entidad.
Cuenta con equipos de rugby y hockey tanto de primera división como sus divisiones inferiores. También es sede de fiestas y eventos sociales.
En el 2019 se logró un gran avance con la inauguración de la cancha de hockey de césped sintético.